# 2000 FW30
2000 FW30 är en asteroid i huvudbältet som upptäcktes den 27 mars 2000 av de båda japanska astronomerna Seiji Ueda och Hiroshi Kaneda i Kushiro.
Asteroiden har en diameter på ungefär 5 kilometer.